# Муканши
Муканши́ (каз. Мұқаншы) — село у складі Коксуського району Жетисуської області Казахстану. Входить до складу Жарлиозецького сільського округу.
У радянські часи село називалось Муканчі або Муканші.
Населення — 352 особи (2021; 363 у 2009, 327 у 1999, 357 у 1989).